# Władysław Gniewkowski
Władysław Gniewkowski (ur. 24 kwietnia 1914 w Gruszczynie, zm. 16 czerwca 1962) – polski robotnik, poseł na Sejm PRL III kadencji.

## Życiorys
Syn Marcina. Uzyskał wykształcenie podstawowe, był robotnikiem. W czasie pobytu na Kielecczyźnie wstąpił do Polskiej Partii Robotniczej. Zatrudniony jako brygadzista w Porcie Gdańskim, był przewodniczącym Rady Zakładowej Zarządu portu. Wchodził w skład Centralnej Rady Związków Zawodowych oraz Prezydium Zarządu Głównego Związku Zawodowego Marynarzy i Portowców. Wstąpił do Polskiej Zjednoczonej Partii Robotniczej, należał do egzekutywy Komitetu Zakładowego PZPR Portu Gdańskiego. W 1961 został wybrany posłem na Sejm PRL w okręgu Gdańsk, zasiadał w Komisji Gospodarki Morskiej i Żeglugi. Zmarł w trakcie kadencji. 
Odznaczony Krzyżem Kawalerskim Orderu Odrodzenia Polski, Brązowym Krzyżem Zasługi (1954), Medalem 10-lecia Polski Ludowej (1955), Srebrną Odznaką honorową „Zasłużony Pracownik Morza” oraz Odznaką honorową Miasta Gdańska.
Pochowany na cmentarzu centralnym Srebrzysko (rejon IX-kwatera I-3-42).

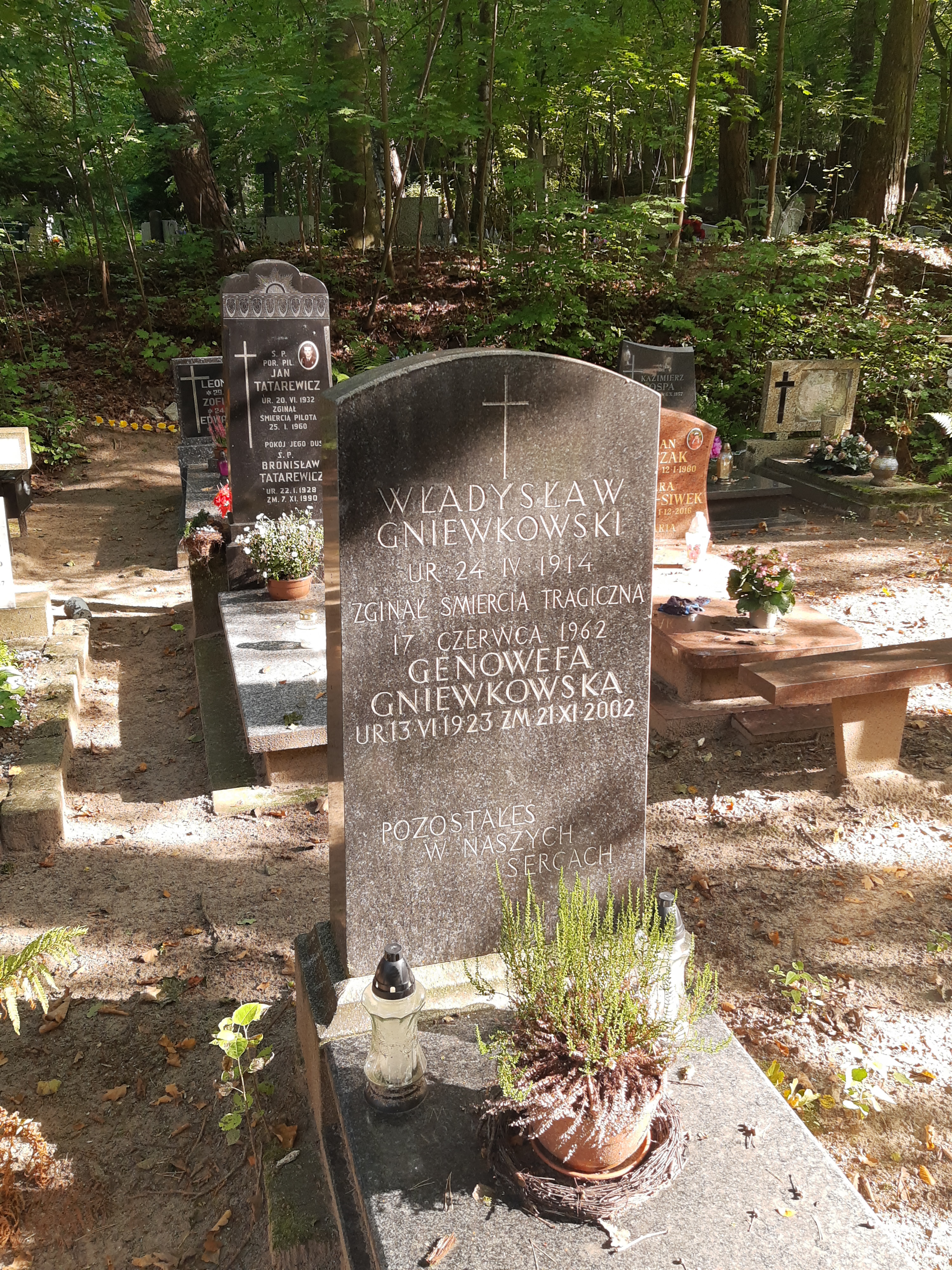
Grób Władysława Gniewkowskiego na cmentarzu Srebrzysko